# کی (ایزدبانو)
کی (Ki) ایزدبانوی زمین در دین سومری است. کی و آنو با یکدیگر برادر و خواهرند و هر دو از فرزندان انشار و کیشار هستند. آنوناکی فرزند کی است. کی به همراه انلیل کنترل زمین را به دست گرفته است.